# パパロア
パパロアは、かつてトゥインクル・コーポレーションに所属していたお笑いコンビ。2010年3月31日解散。

## メンバー
川島 光明（かわしま みつあき、1976年7月14日 - ）
東京都中央区出身
身長173cm 体重64kg A型
解散後は作家・イラストレーターとして活動する傍ら、フリーのピン芸人『ナイチンゲール川島』としても活動。作家としてはサイゾーウーマンにて寝ぐせ男子の企画、コーディネート等の担当をしている。
2011年のR-1グランプリにフリーの芸人として参戦するも、申し込みの時点で申し込む会場を東京と間違え大阪の会場にエントリーしてしまった事で出場できず、あえなく不戦敗という事になってしまった。
小川 康弘（おがわ やすひろ、1977年2月13日 - ）
東京都西多摩郡瑞穂町出身
身長167cm 体重55kg O型
2005年に、文芸誌『少年文芸』にて、小説家としてもデビューした。
夜ふかしの会の前身ユニット『ガリガリ暴力団』にリーダーとして在籍していた。
解散後は構成作家・ライターとして活動。作家としては爆裂エレキングダム!!（スペースシャワーTV）の構成等を担当している。ライターとしてはスポニチにて「草食系男子の懊悩【OH NO！】日記」というエッセイを毎週火曜日に連載している。

## 略歴
創価高等学校の同級生であり、1995年に結成。結成当時のコンビ名は「耳くそ」だったが、創価大学落語研究会所属後「耳なり」に改名。12年以上その名前で活動を続けていたが、2007年にエンタの神様のオンエアが決まった際にイメージがよくないという製作側の理由から、収録後の同年7月に「パパロア」へ改名。2010年3月31日に解散。

## 芸風
基本的に明確なボケ・ツッコミの役割が無く、川島の不可解な行動を小川が指摘する事もあれば、小川の理不尽な要求に川島が不満を呟くということもある。また、お互いに常識から反れている事に気付かず、多少疑問に思いながら話を進行させるコントもある。

## 出演番組
- ブレイクもの!（フジテレビ）
  - 「お笑い世紀末スターオークション」に出演。
- バクマリヤ（フジテレビ）
- 爆笑オンエアバトル（NHK総合テレビ）戦績1勝6敗 最高389KB
  - 「耳なり」として5回、「パパロア」として2回出演、オンエアは改名後。
  - 6回目の挑戦で初登場から8年掛けて念願の初オンエアを果たした。この「初オンエアまでの所要期間」は番組最長記録である。
- BSブランチ（BS-i）
- イエヤス（CBC）
- 東京金歯（BSフジ）
- ニコニコ笑い汁（MONDO21）
- エンタの神様（日本テレビ）キャッチコピーは「脱力のアンサンブル」
- エンタの天使（日本テレビ）　
  - 『エンタの神様』の番組中で収録されたが、未放映の蔵出しとして放送された。

## 単独公演
- 学生時代の詩 ～プロローグ～（1999年6月27日 シアターD）
- 恋は負けてられネーション（2000年9月30日 シアターD）
- ベートーベンだね Rock'n'Roll（2001年3月31日 シアターD）
- OH! テービーヤポンフン（2001年8月11日 シアターD）
- 僕のLOVE SONGはハ長調（2003年12月24-25日 千本桜ホール）
- 思い出の新作コント集（2004年4月2-3日 千本桜ホール）
- ブギウギナイチンゲール（2005年6月11-12日 笹塚DuoSTAGEBBs）
- あぶないじゃないか（2008年6月2-3日 THEATER BRATS）

## 執筆作品（小川康弘）
- 少年文芸（｢かてきょ｣･｢ホームランバッター｣）
- 少年文芸 vol.2（｢反省文｣･｢ヒコウボーイ｣･｢性的少年｣）
- かてきょ!（単行本--｢かてきょ｣･｢反省文｣･｢ヒコウボーイ｣･｢性的少年｣･｢自宅分娩｣）
- 未来創作 vol.1（｢ガンジー小林｣）
- エロ悲しい（｢イメクラ｣）
- 少年文芸 vol.3（｢ユキオンナ｣）
- Wooly vol.7（｢誘拐｣）
- Wooly vol.8（｢茄子｣）
- Wooly vol.9（｢火事｣）